# جيش بلوشستان الوطني
جيش بلوشستان الوطني (بالبلوشية: بلوچ نیشنلسٹ آرمی) اختصاراً (BNA) وأيضاً يعرف بجيش تحرير بلوشستان، وهي منظمة عسكرية يقع مقرها في  أفغانستان. وواحد من أكبر التجمعات المناهضة لدولة باكستان، وتسعى إلى الانفصال عنها. ويعرف جيش بلوشستان بأنه مكون من عرقية البلوش، وتحسب غالبية قياداته على الفكر القومي والشيوعي.
تصنف بأنها منظمة أرهابية من قبل باكستان، المملكة المتحدة  والولايات المتحدة  والاتحاد الأوروبي. منذ 2004 شنت الحركة كفاح مسلح ضد باكستان من أجل تقرير حق المصير لبلوشستان واستقلالها من باكستان.

## التأسيس
كان الظهور الأول وشبه الرسمي للجماعات المنظمة التي انبثق عنها لاحقا "جيش تحرير بلوشستان" في مطلع الألفية الجديدة. تأُسّس "جيش بلوشستان الوطني" بعد توحد "جيش بلوشستان الجمهوري"(BRA)، و"جيش بلوشستان المتحد"(UBA) ، وشهد جيش تحرير بلوشستان خلافات حادة منذ سنوات، لا سيما بعد مقتل الزعيم البلوشي نواب أكبر بوغتي. وفي أكتوبر/تشرين الأول 2018 وردت أنباء عن خلافات داخل "جيش بلوشستان الجمهوري" على خلفية إلغاء عضوية قائد إقليمي كبير في الحركة، وهو جُلزار إمام المعروف بـ"شامباي"، انشقت على إثره الحركة إلى فصيلين وبقيت أغلبية المقاتلين تحت قيادة جُلزار إمام.
وفي أكتوبر/تشرين الأول 2021 وقع خلاف داخل "جيش بلوشستان المتحد"، وانشق مُريد بلوش بفصيله عن الحركة الأساسية على خلفية رفض مهران المري الانضمام لتحالف من الحركات البلوشية، وانضم الفصيل المنشق بعد ذلك مع فصيل جُلزار إمام لتشكيل "جيش بلوشستان الوطني". اجتمعت كلا الحركتين في إقليم بلوشستان جنوب غربي باكستان لمناقشة السياسات والإستراتيجية المطلوبة لتوحيد "حركات التحرر القومية البلوشية"، بهدف مقاومة القوات الباكستانية، حيث أعلنوا استمرار مقاومتهم ضد القوات الباكستانية تحت اسم "جيش بلوشستان الوطني". كما أن جيش بلوشستان الجمهوري يعدّ مكونا أساسيا لتحالف من الحركات القومية الانفصالية البلوشية يعرف باسم "بلوش راجي آجوي سانغار" الذي أُسّس عام 2018 وضمّ فصائل قومية أخرى مثل "جيش تحرير بلوشستان" (BLA)، و"جبهة تحرير بلوشستان" (BLF)، و"الحرس الجمهوري البلوشي" (BRG). كما يضم أيضا جماعة انفصالية مسلحة من إقليم السند المجاور تعرف باسم "جيش السندوديش الثوري" (SRA)، وكان يقود التحالف أسلم بلوش الذي اغتيل عام 2018 في تفجير بعد شهر تقريبا من تأسيس التحالف.

## التوجهات الحركة
تقوم أيديولوجية جيش بلوشستان الوطني على القومية الانفصالية بوجه خاص، مع الاعتقاد بأن العرقية والهوية البلوشية تسبق أي اعتبارات دينية. ويروّج قادة الحركات الانفصالية البلوشية رواية مفادها أن الجيش الباكستاني "يحتل إقليم بلوشستان، ويسرق موارده الطبيعية أو يوزعها بطريقة غير عادلة"، بالإضافة إلى "التمييز، وإعطاء الوظائف والمناصب للعرقيات الأخرى التي تسكن بلوشستان، وتهميش السكان البلوش الأصليين".
تطالب القوى البلوشستانية وأبرزها "جيش تحرير بلوشستان" باستقلال أكبر لإقليم بلوشستان عن باكستان.

## الهجمات
تتهم باكستان "جيش بلوشستان الوطني" بتلقي تمويل من الهند، ودول غربية معادية لإسلام أباد. ونفذ جيش بلوشستان الوطني سلسلة من الهجمات ضد الجيش الباكستاني ومؤسسات الدولة منها في 20 يناير/كانون الثاني 2022 تفجير لاهور الذي أسفر عن مقتل 3 أشخاص وإصابة أكثر من 20 آخرين، وفي فبراير/شباط 2022 غارات بنجغور وناوشكي.